# Jan Černý-Nigranus
Jan Černý-Nigranus (lateinisch Johannes Nigrinus; * um 1500/1510 in Kunvald; † 5. Februar 1565 in Mladá Boleslav) war Bischof der Unität der Böhmischen Brüder und Historiker.

## Leben
1537 erhielt er die Priesterweihe und wirkte in Brandeis in der Unität der Böhmischen Brüder unter dem Schutz des Adeligen Konrad Kraiger von Kraigk († 1572). Da er nach Anfeindungen 1543 nur knapp einer Verhaftung entging, flüchtete er nach Prag.
Nachdem 1546 ein Feuer das Leitomischler Archiv der Brüderunität vernichtete, begann er mit der Sammlung aller Dokumente, die sich auf die Verfolgung der Hussiten bezogen. Damit begründete er die Geschichtsschreibung der Brüderunität. Hierbei wurde er vom späteren Bischof der Brüderunität Jan Blahoslav, dem Schreiber Matěj Červenka und anderen unterstützt.
Wurden keine Originale gefunden, füllte er die Lücke mit verlässlichen Niederschriften. Nach der Niederschlagung des Ständeaufstands 1547 flüchtete er mit dem Brüderbischof Mácha nach Polen und Preußen. 1550 wurde er zum Vertreter des Bischofs berufen und drei Jahre später gemeinsam mit Matěj Červenka zu einem der vier Bischöfe. 1558 folgte die Berufung zum Amtsrichter.

## Werke (Auswahl)
- Acta Unitatis Fratrum
- Poznamenání některých skutků Božích obzvláštních